# مرکز پروازهای فضایی مارشال
مرکز پروازهای فضایی مارشال (به انگلیسی: Marshall Space Flight Center) یک مرکز ناسا واقع‌شده در ریدستون آرسنال، آلاباما، ایالات متحده آمریکا است. این مرکز ناسا در تاریخ ۱ ژوئیه ۱۹۶۰ به‌منظور پرتاب راکت و پیشرانش فضایی ایجادشد.